# سرچم (هلیلان)
سرچم، روستایی در دهستان داربید بخش جزمان شهرستان هلیلان در استان ایلام ایران است. این روستا، مرکز دهستان داربید است.

## جمعیت
بر پایه سرشماری عمومی نفوس و مسکن در سال ۱۳۹۵، جمعیت این روستا برابر با ۵۲۰ نفر (۱۳۷ خانوار) بوده‌است.